# Гиады (звёздное скопление)
Гиа́ды — рассеянное звёздное скопление в созвездии Тельца. Скопление удалено на 45 парсек и является ближайшим к Земле, имеет видимую звёздную величину 0,5m. Приливной радиус Гиад составляет 9 парсек, но многие звёзды скопления находятся на бо́льших расстояниях от центра скопления: в частности, наблюдаются два приливных хвоста, которые протянулись на 800 парсек. К скоплению относится более 700 звёзд общей массой порядка 435 M⊙. Возраст Гиад — около 650 миллионов лет, что может указывать на общее происхождение с другим скоплением — Ясли. За время своего существования Гиады потеряли значительную долю своей массы и продолжат терять её в будущем — распад скопления случится через 30 миллионов лет.
Гиады известны с древности, но не имеют номера в каталоге Мессье. Многие важные свойства Гиад были открыты после начала XX века — например, приливные хвосты скопления удалось обнаружить только в 2018 году. Скопление видно невооружённым глазом, и, благодаря своей заметности, популярно у астрономов-любителей. Гиады играли значительную роль в древнегреческой мифологии и ассоциировались с нимфами дождя — мифологическими Гиадами. Также скопление с древности упоминались в поэмах.

## Характеристики
| Звезда         | mV   | Спектральный класс |
| -------------- | ---- | ------------------ |
| Тета² Тельца   | 3,41 | A7III              |
| Эпсилон Тельца | 3,53 | G9.5III            |
| Гамма Тельца   | 3,65 | G9.5III            |
| Дельта¹ Тельца | 3,76 | G9.5III            |
| Тета¹ Тельца   | 3,84 | G9III              |
| Каппа¹ Тельца  | 4,20 | A7IV-V             |
| c Тельца       | 4,27 | A6V                |
| Ипсилон Тельца | 4,28 | A8V                |
| Дельта³ Тельца | 4,30 | A2IV-V             |
| 71 Тельца      | 4,48 | F0V                |

Гиады — рассеянное звёздное скопление, находящееся на расстоянии около 150 световых лет (45 парсек) от Земли, что делает Гиады ближайшим звёздным скоплением. Однако иногда к скоплениям относят движущуюся группу звёзд Большой Медведицы, которая расположена в два раза ближе, чем Гиады. Скопление наблюдается в созвездии Тельца, в той же области неба, что и Альдебаран, но эта звезда не принадлежит скоплению, а находится лишь в 65 световых годах от Земли и только проецируется на Гиады.
Суммарная звёздная величина Гиад — 0,5m. В полосе V ярчайшая звезда скопления ― Тета² Тельца со звёздной величиной 3,41m, всего в Гиадах 15 звёзд ярче 5m.

### Строение

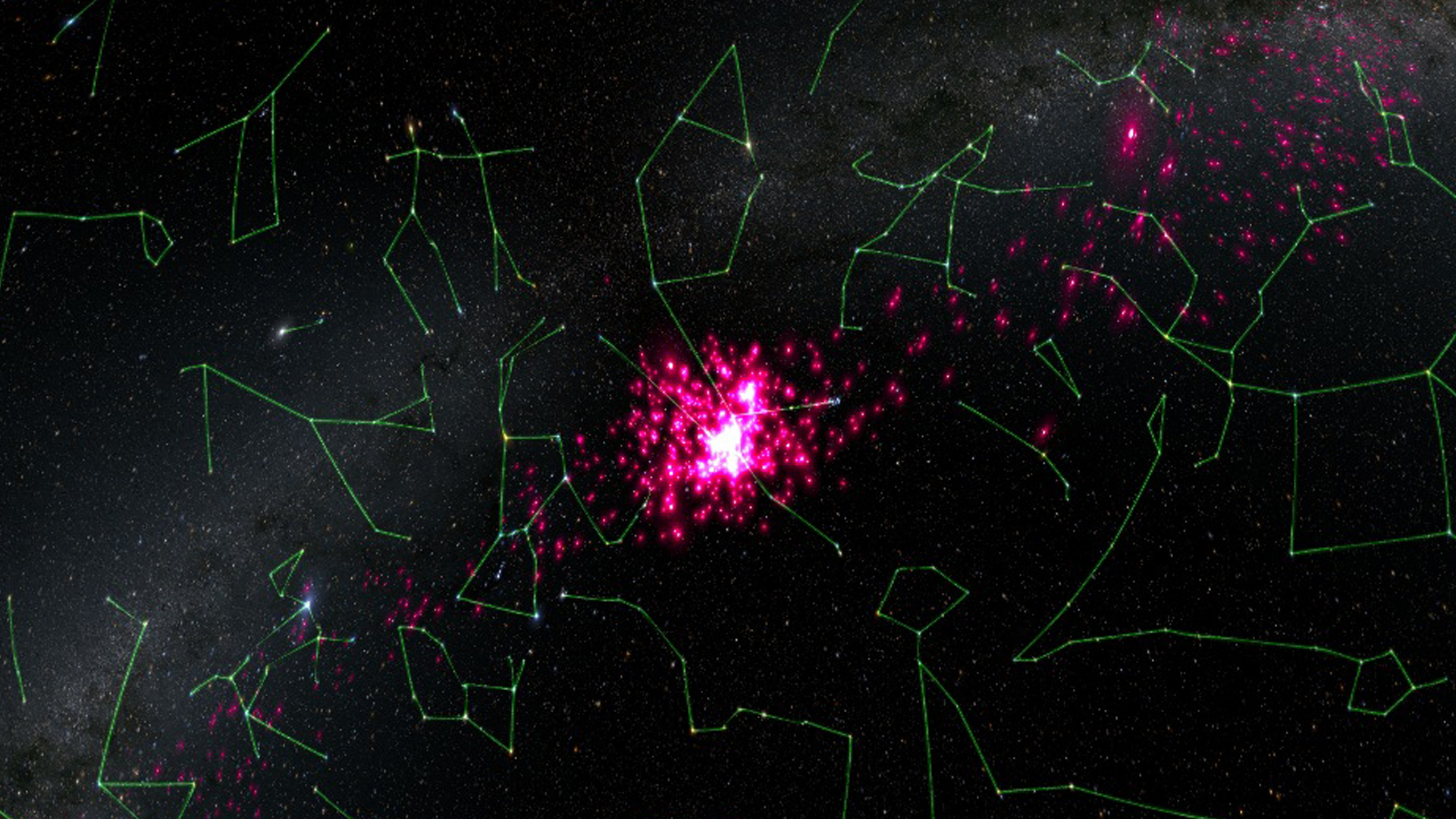
Звёзды Гиад отмечены розовым цветом. На изображении видны протяжённые приливные хвосты

Центральная, наиболее плотная часть скопления имеет диаметр около 10 световых лет (3 парсек). Приливной радиус скопления, до которого оно способно удерживать звёзды гравитацией, примерно равен 9 парсекам, но объекты, относящиеся к скоплению, обнаруживаются и на значительно больших расстояниях. Внутри приливного радиуса заключена масса около 275 M⊙, а общая масса Гиад составляет 435 M⊙, хотя точность измеренных значений массы невелика: на точное значение массы может влиять, например, количество двойных систем в скоплении.
В скоплении отчётливо выражена сегрегация масс: звёзды с различными массами в равной степени представлены в центральной части скопления, но на периферии наблюдаются в основном маломассивные звёзды.
У Гиад наблюдаются выраженные «приливные хвосты» (англ. tidal tail), которые трудно обнаружить у других рассеянных скоплений ― протяжённые группы звёзд, покинувшие скопление под воздействием потенциала Галактики. Приливных хвостов два и они направлены в разные стороны: один, заметно более выраженный ― в направлении на центр галактики, другой ― в противоположном направлении. Самые далёкие звёзды приливных хвостов находятся в 800 парсеках от скопления; о принадлежности их к скоплению в прошлом свидетельствует сходство движения этих звёзд с движением Гиад. Само скопление, даже без учёта приливных хвостов, имеет эллипсоидальную форму.

### Звёздное население

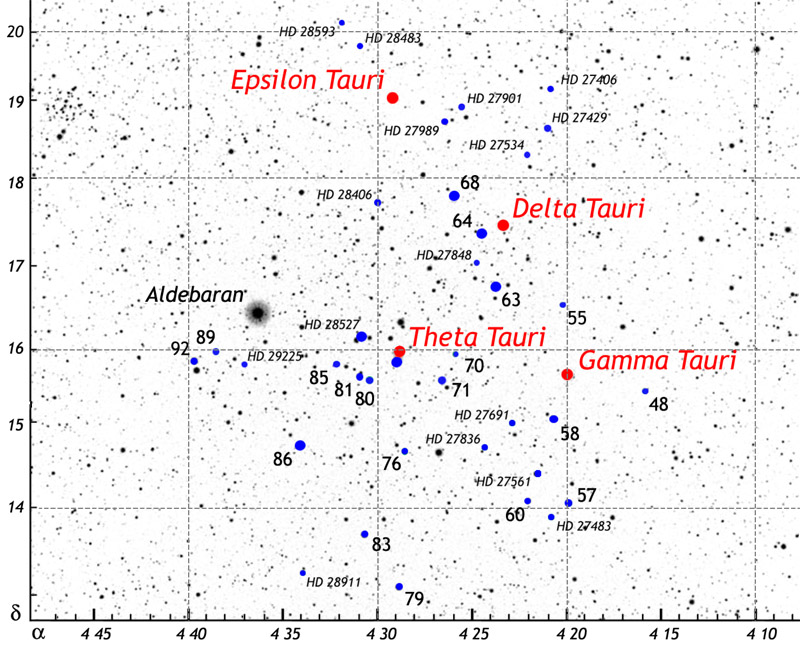
Наиболее яркие звёзды центральной части Гиад. Красным цветом отмечены звёзды-гиганты, синим — звёзды главной последовательности

Всего известно более 700 звёзд, относящихся к скоплению, наиболее массивные из которых имеют массу около 2,6 M⊙: звёзды большей массы уже закончили свою эволюцию за время жизни скопления. Масса звёзд на точке поворота составляет 2,2 M⊙ и они имеют спектральный класс A, а четыре наиболее массивных звёзды стали красными гигантами, которые сжигают гелий в ядре и находятся в красном сгущении. Также известно девять белых карликов, принадлежащих скоплению, и 27 коричневых карликов.
Функция масс звёзд скопления для масс менее 2,6 M⊙ не совпадает с таковой в окрестностях Солнца: в Гиадах гораздо меньше маломассивных звёзд по сравнению с массивными, чем в окрестностях Солнца. Это объясняется сегрегацией масс, из-за которой маломассивные звёзды чаще оказывались на периферии скопления и чаще покидали скопление, чем массивные. Оценки металличности звёзд в Гиадах варьируются от приблизительно солнечной до превышающей солнечное значение на 40 %.
Около четверти звёзд скопления наблюдаются в рентгеновском диапазоне, но ожидается, что, по крайней мере, слабое рентгеновское излучение создают и остальные звёзды. У нескольких звёзд замечены изменения яркости в рентгеновском диапазоне — все эти звёзды являются красными карликами, их переменность, скорее всего, объясняется вспышками.
Среди звёзд скопления примечательны, например, Эпсилон Тельца — красный гигант, у которого известна экзопланета с массой более 7 MJ, а также затменная двойная звезда HD 27130.

### Движение

Собственные движения некоторых звёзд Гиад

Анимация собственного движения Гиад в течение 600 тысяч лет в виде стереограммы

У звёзд Гиад хорошо известно собственное движение, составляющее около 115 миллисекунд дуги в год, а их лучевая скорость равна примерно 44 км/с. Звёзды скопления движутся в направлении точки со склонением +9,1° и прямым восхождением 6h08m. Эти данные позволяют применять метод движущегося скопления и достаточно точно определять расстояние до Гиад. Известно, что 800 тысяч лет назад Гиады были на минимальном расстоянии от Солнца ― около 60 световых лет.
Скопление является частью потока Гиад — множества звёзд, не сгруппированных в пространстве, но движущихся в Галактике с похожими скоростями. Хотя часть потока составляют звёзды, покинувшие Гиады в прошлом, таких объектов меньшинство: около 15 % от общего числа звёзд в потоке. Остальные звёзды сформировались вне Гиад, но, вероятно, в той же волне плотности, что и скопление.

### Эволюция
Оценки возраста Гиад, сделанные разными методами, немного различаются, но в основном лежат в диапазоне 600—700 миллионов лет, чаще — около 650 миллионов лет. Это значение близко к возрасту скопления Ясли, что, с учётом сходства движений Яслей и Гиад, может указывать на их рождение из одного гигантского молекулярного облака.
При формировании масса скопления была гораздо больше нынешней и составляла около 1230 M⊙. Средний темп потери массы скоплением составлял 1,4 M⊙ за миллион лет. За это время Гиады потеряли значительную часть звёзд, причём основные потери пришлись на маломассивные звёзды поздних спектральных классов: в границах приливного радиуса скопления от первоначального количества осталось 25 % звёзд класса G, 18 % звёзд класса K и 10 % звёзд класса M. С учётом того, что скорость распада увеличивается с потерей скоплением массы, Гиады перестанут быть гравитационно связанными за следующие 30 миллионов лет или даже меньший срок. К этому моменту они необязательно удалятся друг от друга, но под действием приливных сил Галактики станут покидать область, где было скопление.

## История изучения
Гиады, как и Плеяды, известны с древности. 

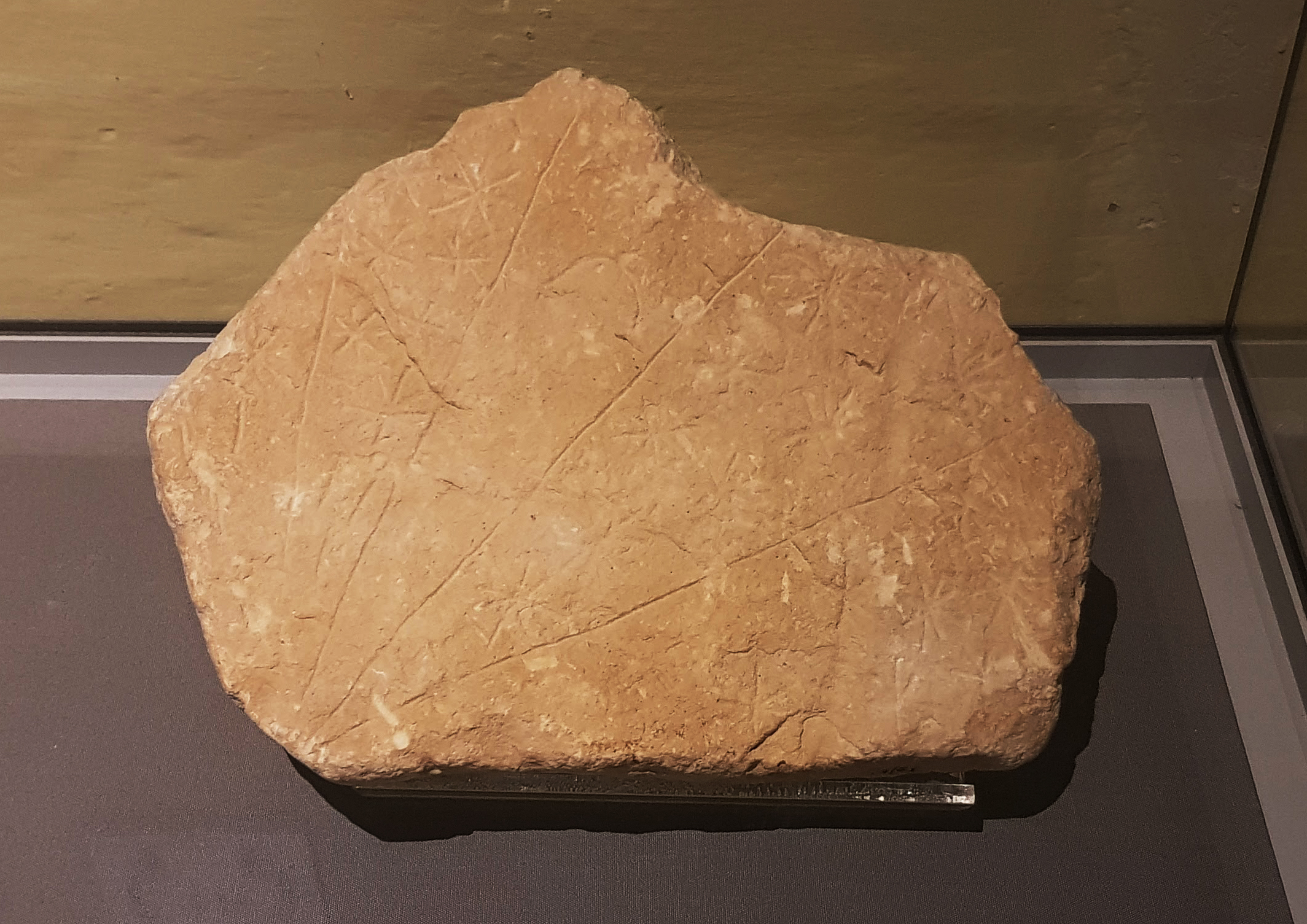
Табличка из храма Таль-Кади с вероятным изображением Гиад, Луны и Плеяд (в трёх подписанных красным шрифтом секторах), Национальный музей археологии, Валлетта

Поскольку эклиптика проходит между Плеядами и Гиадами, они образуют известные с древности Золотые Врата эклиптики, через которые нередко проходят Луна и планеты в своём видимом движении по небесной сфере. Золотые Врата эклиптики, предположительно, изображены на известняковой табличке (2,5 тыс. лет до н. э.) из храма Таль-Кади.
Вероятно, наиболее ранние сохранившиеся упоминания скопления сделаны Гомером и Гесиодом в VIII веке до нашей эры (см. ниже), в дальнейшем их описывали многие другие авторы. Джованни Годиерна в 1654 году впервые внёс Гиады в астрономический каталог; в дальнейшем скопление попадало в различные каталоги, хотя каталог Мессье не содержит этого объекта.
В 1908 году Льюис Босс обнаружил общее движение звёзд Гиад, и, таким образом, доказал их физическую связь друг с другом. Он же заметил и другие звёзды, движущиеся с похожими скоростями — поток Гиад. В 1958 году Олин Эгген выдвинул гипотезу, что поток Гиад состоит из звёзд, покинувших скопление в прошлом, но к концу XX века стали появляться свидетельства против этой гипотезы. В XXI веке большое количество информации о движении звёзд и их координатах предоставил космический телескоп Gaia: по результатам его наблюдений в 2018 году были обнаружены приливные хвосты скопления.

## Наблюдения

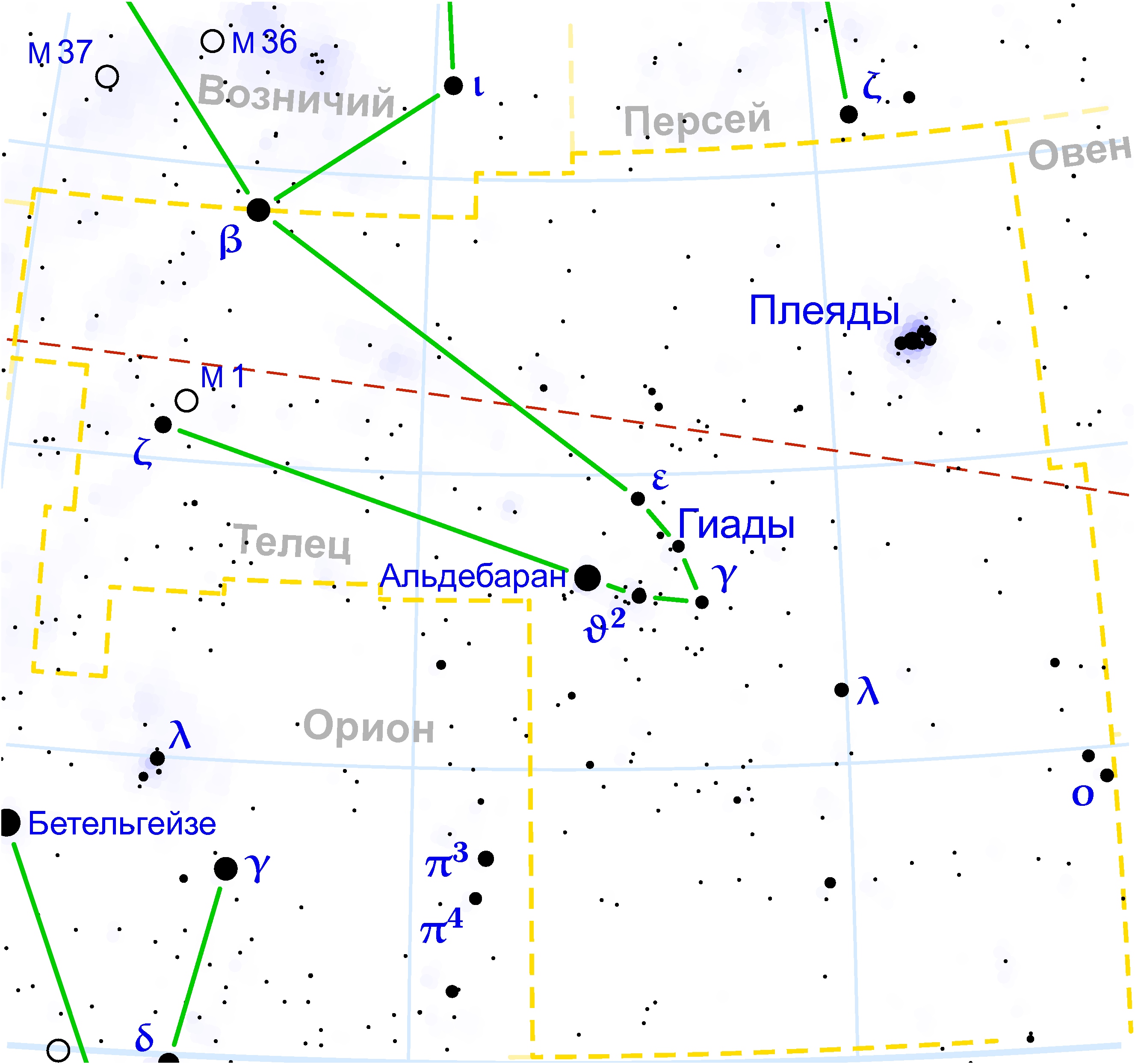
Гиады в созвездии Тельца

Благодаря своей заметности, Гиады — популярный среди астрономов-любителей объект. Скопление расположено достаточно близко к Земле, поэтому на небе занимает достаточно большую область: его угловой диаметр составляет около 5,5°. Гиады расположены в созвездии Тельца и лучше всего видны с января по апрель: в эти месяцы скопление видно в вечернее время.
Самые яркие звёзды Гиад и Альдебаран, который проецируется на скопление, располагаются в форме буквы V. При хороших условиях в Гиадах можно увидеть более десятка звёзд невооружённым глазом, а при использовании даже небольшого бинокля можно наблюдать несколько десятков звёзд. Также использование бинокля позволяет разрешить множество двойных звёзд в Гиадах.
Гиады расположены близко к эклиптике, поэтому иногда случается прохождение Луны или планет по скоплению.
Кроме Альдебарана, существует множество объектов, которые находятся на луче зрения вместе с Гиадами или поблизости на небе, хотя и не связаны с ними. К ним относятся туманность Хайнда и Sh 2-239, а также несколько галактик, которые возможно наблюдать в любительский телескоп.

## В культуре
Гиады играли важную роль в древнегреческой мифологии и культуре. Само название скопления произошло из греческого языка (др.-греч. Ὑάδες) и в переводе означает «дождливые»: гелиакический восход скопления происходил весной, в сезон дождей, с чем и связано название.
В греческой мифологии Гиады — нимфы, пять или более сестёр мифологических Плеяд. Они приютили и вырастили Диониса — незаконнорождённого сына Зевса. Перед этим тот превратил своего сына в козлёнка или барашка, чтобы скрыть его от своей жены — Геры, которая послала титанов для убийства Диониса. Согласно одной из версий, за это Зевс перенёс Гиады на небо в виде звёзд. По другой версии, Гиады умерли от горя, когда их брат, Гиас, погиб на охоте, и Зевс вознёс их на небеса из сострадания.
Гиады неоднократно фигурировали в поэмах с древности: например, в «Илиаде» Гомера или «Трудах и днях» Гесиода. Встречаются они и у более поздних авторов, среди которых — Вергилий, Гораций и Овидий. Гиады, возможно, упоминаются и в Библии.